# Acacia pruinocarpa
Acacia pruinocarpa är en ärtväxtart som beskrevs av Mary Douglas Tindale. Acacia pruinocarpa ingår i släktet akacior, och familjen ärtväxter. Inga underarter finns listade i Catalogue of Life.